# Sint-Amorkapel (Maastricht)

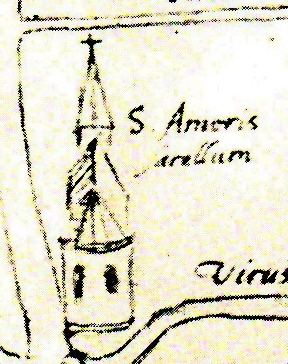
De Sint-Amorkapel, detail van een 16e-eeuwse schets

De Sint-Amorkapel was een van de dertien middeleeuwse kerspel- of wijkkapellen van Maastricht. De kapel lag op de plaats waar zich het huidige Sint Amorsplein bevindt.

## Geschiedenis
De kapel was gewijd aan de heilige Amor van Aquitanië, een priester of diaken uit Aquitanië, die volgens de overlevering rond het jaar 700 in een klooster in het naburige Munsterbilzen woonde en te Maastricht zou zijn overleden, terwijl hij als pelgrim het graf van Sint-Servaas bezocht. Volgens een andere overlevering woonde hij op het Sint Amorsplein in een kluis. Rond 850 werd zijn lichaam opgegraven en overgebracht naar de Abdij van Munsterbilzen. Op zijn graf te Maastricht verrees een kapel met een torentje. Deze (of een opvolger daarvan) werd in 1156 of 1157 ingewijd door de bisschop van Luik, Hendrik van Leyen. De originele akte daarvan bevindt zich in het archief van de abdij van Munsterbilzen in het Rijksarchief te Hasselt. De Sint-Amorskapel was onderhorig aan het kapittel van Sint-Servaas en ook de abdis van Munsterbilzen behield er een zekere zeggenschap.
In de kapel was een broederschap gevestigd, gewijd aan Sint-Agatha. Sint-Agatha of Sint-Aagten was een heilig verklaarde martelares uit de derde eeuw, die onder andere vereerd wordt als beschermheilige tegen brandgevaar en borstkwalen. Er bestond in Maastricht ook een Sint-Agathagasthuis, gevestigd in de Tafelstraat en voor het eerst vermeld in 1421. Het is niet duidelijk of er een verband tussen deze twee instellingen was.
De kapel werd in 1632 gevorderd door het Staatse gezag en vervolgens als munitieopslagplaats gebruikt. De abdis van Munsterbilzen eiste bij die gelegenheid de twee luidklokken terug, die in de toren hingen. Deze waren geschonken door de burgers van Maastricht. Een van de klokken werd elders gebruikt, maar het stadsbestuur beloofde dat het klokje zou terugkeren als de kapel weer in gebruik zou worden genomen. De Sint-Agathabroederschap verhuisde naar de Sint-Nicolaasparochie. Bewaard bleven twee pauselijke bullen uit 1701 en 1734, waarin bepaalde aflaten werden verleend. De Sint-Amorkapel werd in 1653 afgebroken om plaats te maken voor uitbreiding van de groentenmarkt. Daarmee ontstond de Moesmarkt, het tegenwoordige Sint Amorsplein, waarop zich ook een standbeeld van de heilige bevindt.

## Nalatenschap

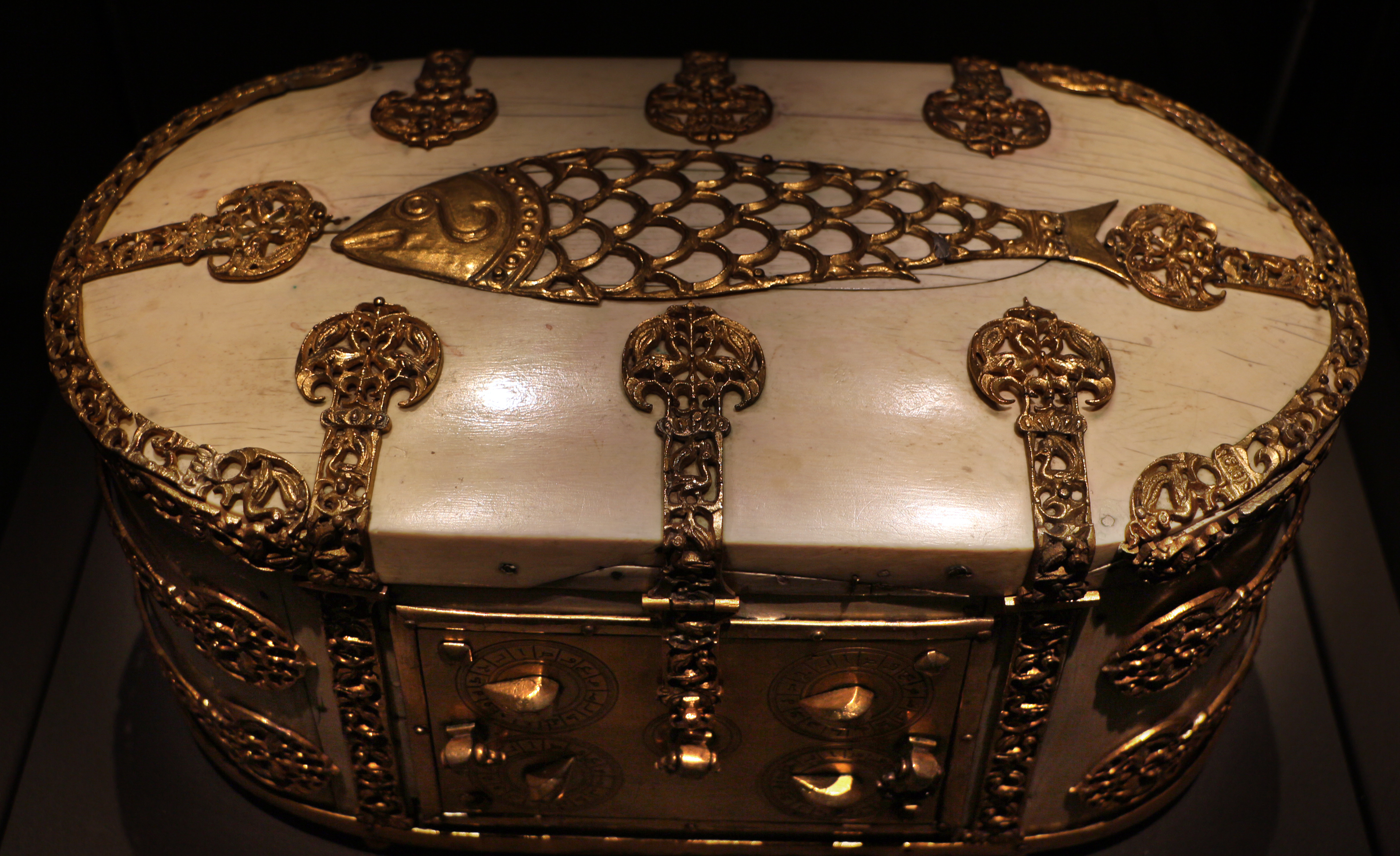
Reliekenkistje

In de Schatkamer van de Sint-Servaasbasiliek wordt een ivoren reliekenkistje uit omstreeks 1200 met een Arabisch cijferslot bewaard, waarin vanaf de 17e eeuw de uit de Sint-Amorkapel afkomstige relieken van de heilige werden bewaard. Ook de Schatkamer van de Onze-Lieve-Vrouwebasiliek bezit een reliek van de heilige, die waarschijnlijk uit de kapel afkomstig is. De oorspronkelijke reliekhouder ging in de Franse tijd verloren; de huidige dateert uit 1934.
Het beeld van de heilige Amor van Aquitanië op het Sint Amorsplein is een ontwerp van Charles Vos. Het zandstenen beeld staat op een stenen zuil, afkomstig van de Onze-Lieve-Vrouwebasiliek. Op het basement is een chronogram aangebracht. De plaatsing van de zuil met beeld in 1951 was een initiatief van het comité 'Devotie langs de weg'.
* betekent: niet langer in gebruik voor religieuze doeleinden; ** betekent: (deels) gesloopt, verdwenen